# SW Business Aviation
Silk Way Business Aviation — азербайджанская авиакомпания бизнес—авиации.

## Авиакомпания

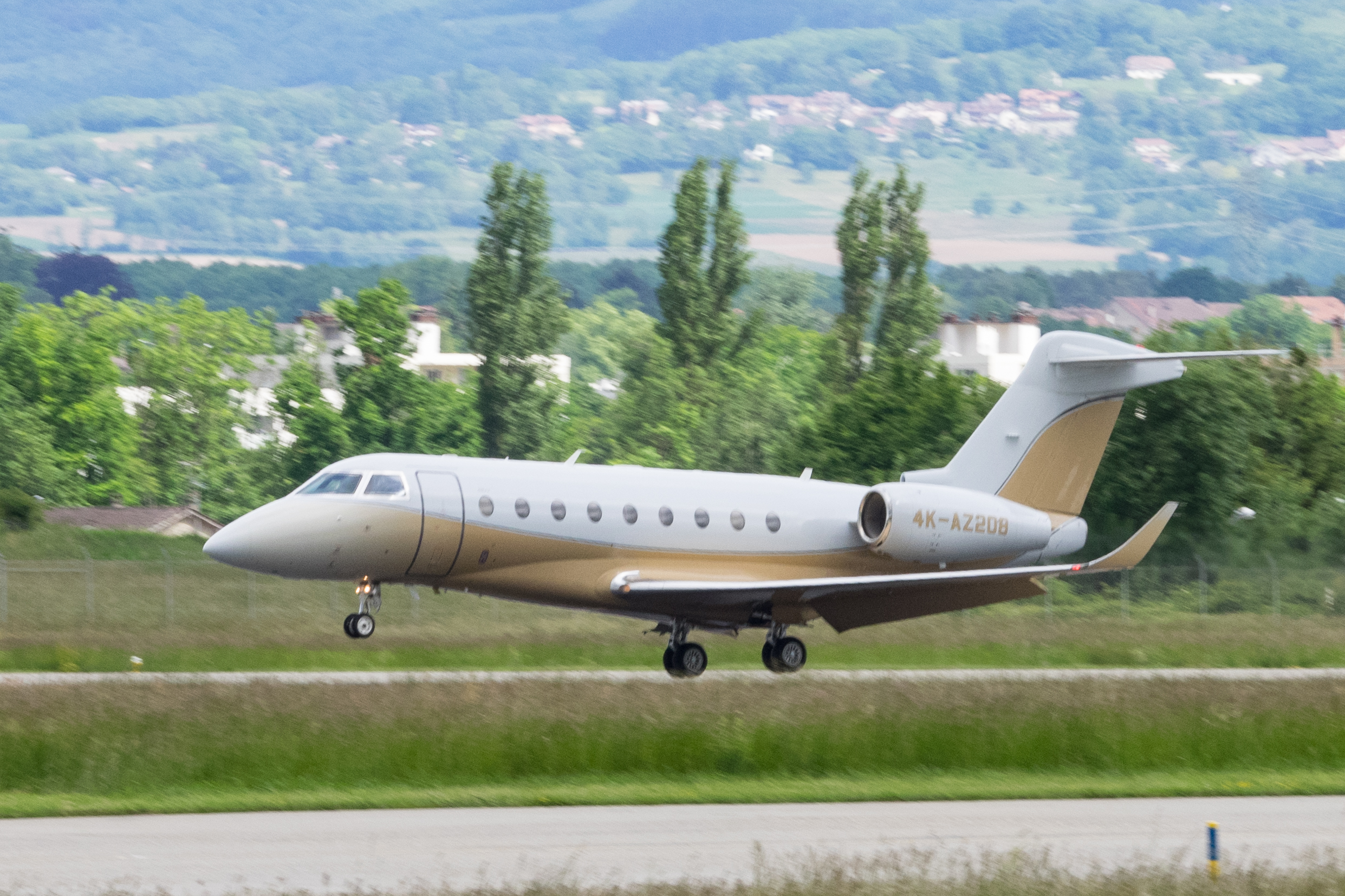
Gulfstream G280

С момента своего основания в 2007 году Silk Way Business Aviation осуществляет чартерные рейсы по всему миру. В компании работает 100 человек, в том числе 23 пилота и 11 бортпроводников, а также другие сотрудники наземных служб и других подразделений.

## Silkway Tecnics
Организация технического обслуживания самолётов SW Technics  {\displaystyle (}АМО{\displaystyle )} была основана в марте 2006 года как дочерняя компания ООО «Silkway Airlines», расположенная в Международном аэропорту Гейдар Алиев. SW Tecnics поддерживает авиакомпании, выполняющие регулярные рейсы в Баку — Аэрофлот, Air Astana, Airline Russia, Cargo Lux, Kogalim Avia, Qatar Airways, S7 Airlines, Turkish Airlines, Уральские авиалинии и другие.
SW Tecnics имеет сертификаты:
- Одобрение AAR145 Государственного управления гражданской авиации Азербайджана
- Одобрение EASA Часть 145 Европейского агентства по авиационной безопасности
- Одобрение FAA Федерального авиационного управления
- Одобрение BDCA Управления гражданской авиации Бермудских островов
- Одобрение QCAA Государственного управления гражданской авиации Катара[2].

## Флот

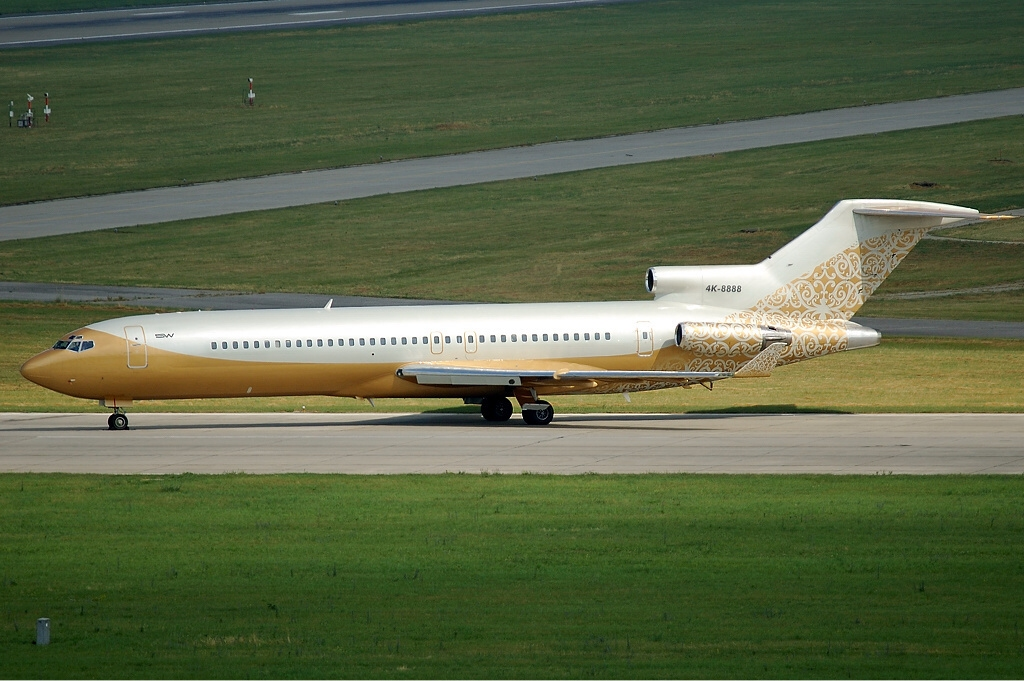
Boeing 727

История компании началась с покупки самолёта Gulfstream G450. Затем в парке появились самолёты G550, G280 и G200
Флот бизнес-авиации Silk Way включает следующие самолёты (по состоянию на август 2015 г.):
- 1 ATR 42-500[5]
- 1 Boeing 727-200
- 2 Airbus ASJ319[6][7]
- 1 Gulfstream 200
- 1 Gulfstream 280
- 1 Gulfstream 450
- 1 Gulfstream 550
- 1 Gulfstream 650[8]